# Фенилаланин
Фени́лалани́н (α-амино-β-фенилпропионовая кислота, сокр.: Фен, Phe, F) — ароматическая альфа-аминокислота. Существует в двух оптически изомерных формах l и d и в виде рацемата (dl). По химическому строению соединение можно представить как аминокислоту аланин, в которой один из атомов водорода замещён фенильной группой.
l-Фенилаланин является протеиногенной аминокислотой и входит в состав белков всех известных живых организмов. Участвуя в гидрофобных и стэкинг-взаимодействиях, фенилаланин играет значительную роль в фолдинге и стабилизации белковых структур, является составной частью функциональных центров.

## Свойства
Фенилаланин представляет собой бесцветное кристаллическое вещество, разлагающееся при плавлении.
В вакууме при нагревании сублимирует. Ограниченно растворяется в воде, малорастворим в этаноле.
С азотной кислотой даёт ксантопротеиновую реакцию. При нагревании подвергается декарбоксилированию.

## Биосинтез
В процессе биосинтеза фенилаланина промежуточными соединениями являются шикимат, хоризмат, префенат. Фенилаланин в природе синтезируется микроорганизмами, грибами и растениями. Более подробно биосинтез фенилаланина рассмотрен в статье шикиматный путь.
Для человека, как и для всех Metazoa, фенилаланин является незаменимой аминокислотой и должен поступать в организм в достаточном количестве с белками пищи.
Суточная потребность взрослого человека — 4.4г
| Продукт        | г/100г |
| -------------- | ------ |
| Женское молоко | 5.9    |
| Коровье молоко | 5.7    |
| Куриное яйцо   | 7.3    |
| Рыба           | 4.8    |
| Мясо           | 4.5    |
| Соевые бобы    | 5.0    |
| Овсяные хлопья | 4.6    |
| Пшеничная мука | 4.8    |
| Картофель      | 6.4    |

## Катаболизм
В природе известно несколько путей биодеградации фенилаланина. Основными промежуточными продуктами катаболизма фенилаланина и метаболически связанного с ним тирозина у различных организмов выступают фумарат, пируват, сукцинат, ацетоацетат, ацетальдегид и др. У животных и человека фенилаланин и тирозин распадаются до фумарата (превращается в оксалоацетат, являющийся субстратом глюконеогенеза) и ацетоацетата (повышает уровень кетоновых тел в крови), поэтому эти аминокислоты по характеру катаболизма у животных относят к глюко-кетогенным (смешанным) (см. классификацию аминокислот).
Основным метаболическим превращением фенилаланина у животных и человека является ферментативное гидроксилирование этой аминокислоты с образованием другой ароматической аминокислоты — тирозина.
Превращение фенилаланина в тирозин в организме в большей степени необходимо для удаления избытка фенилаланина, а не для восстановления запасов тирозина, так как тирозин обычно в достаточном количестве поступает с белками пищи, и его недостатка, как правило, не возникает. Дальнейшим катаболическим превращениям подвергается именно тирозин.
Фенилаланин является предшественником циннамата — одного из основных предшественников фенилпропаноидов. Фенилаланин может метаболизироваться в один из биогенных аминов — фенилэтиламин.
При наследственном заболевании фенилкетонурии превращение фенилаланина в тирозин нарушено, и в организме происходит накопление фенилаланина и его метаболитов (фенилпируват, фениллактат, фенилацетат, орто-гидроксифенилацетат, фенилацетилглутамин), избыточное количество которых отрицательно сказывается на развитии нервной системы.

## Аналоги
Известно, что некоторые соединения, структурно близкие (аналоги) протеиногенным аминокислотам, способны конкурировать с этими протеиногенными аминокислотами, и включаться вместо них в состав белков в процессе их биосинтеза (хотя, механизмы белкового синтеза способны дискриминировать аналоги в пользу канонических природных аминокислот). Такие аналоги (антагонисты протеиногенных аминокислот), являясь антиметаболитами, в той или иной мере токсичны для клеток. Для фенилаланина хорошо известны следующие аналоги.
- l-2,5-Дигидрофенилаланин ((S)-2-амино-3-(циклогекса-1,4-диенил)-пропановая кислота, pheH2, H2Phe, DHPA) — производится различными Actinobacteria (например, Streptomyces arenae) и Gammaproteobacteria (например, Photorhabdus luminescens) как токсин, способствующий выживанию в межвидовой конкурентной борьбе, то есть играет роль антибиотика. l-2,5-Дигидрофенилаланин, как и фенилаланин, в природе синтезируется из префената, то есть шикиматным путём[3]. В экспериментах с ауксотрофным по фенилаланину штаммом Escherichia coli ATCC 9723f удавалось добиться замещения в белках 65 % фенилаланина на 2,5-дигидрофенилаланин, без потери жизнеспособности, хотя скорость роста существенно снижалась пропорционально проценту замещения остатков фенилаланина[4]. В клеточных белках саркомы 180 возможно замещение 33 % остатков фенилаланина, что также не летально для клеток.[4] Показано, что l-2,5-дигидрофенилаланин способен индуцировать катепсин-зависимый апоптоз промиелоцитарных лейкозных клеток человека (HL-60)[5].
- Фторфенилаланины — синтетические аналоги, в которых определённые атомы водорода (обычно один из атомов водорода фенильной группы) замещён атомом фтора. Атом фтора стерически близок атому водорода (имеет чуть больший радиус Ван-дер-Ваальса (1,35 Å против 1,20 Å), хотя в других отношениях эти атомы различаются значительно — отличаясь высокой электроотрицательностью (4,0 против 2,1), фтор придаёт молекуле бо́льшую полярность, гидрофильность и создаёт так называемый фторофильный эффект), поэтому для определённых ауксотрофных по фенилаланину микроорганизмов возможна даже полная замена практически всего фенилаланина на его фторзамещённые аналоги, причём ущерб от такой замены может быть совместим с основными жизненными функциями клетки (рост, деление сильно угнетаются, замедляются, однако полностью не прекращаются)[6].[2] Фторфенилаланины являются одними из самых широко используемых аналогов природных соединений в биохимических и физиологических исследованиях.[2] Из фторфенилаланинов наиболее хорошо известен и наиболее популярен в исследованиях пара-фторфенилаланин (4-фторфенилаланин, 4fF, pFF, PFPA). Включение в белки п-фторфенилаланина вместо фенилаланина может положительно либо отрицательно сказываться на таких их свойствах, как активность, стабильность и термостойкость[7]. Как правило, п-фторфенилаланин оказывает сильное ингибирующее влияние на темпы роста «отравленных» им микроорганизмов (в его присутствии лаг-фаза длится дольше, а экспоненциальный рост сменяется линейным), а не его степень (урожайность клеточных культур при добавлении аналога может даже возрастать).[2] Часто процессы деления подавляются сильнее, чем рост — в этом случае размер клеток с каждым делением возрастает вплоть до возникновения гигантских клеток (в случае дрожжей) или аномально удлинённых палочек (в случае бактерий).[2] Включаясь в структуру флагеллинов, п-фторфенилаланин нарушает структуру и функционирование бактериальных (Salmonella Typhimurium) жгутиков (формируются функционально неполноценные «завитые» правозакрученные жгутики вместо нормальных левозакрученных)[8]. В результате мутаций бактерии могут быстро развивать устойчивость к фторфенилаланинам, поэтому фторфенилаланины не могут быть эффективными противобактериальными средствами.[2]
- Пиридилаланины — 2-азафенилаланин (2aF), 3-азафенилаланин (3aF), 4-азафенилаланин (4aF) — синтетические аналоги, структурное отличие от фенилаланина заключается в «замене» одной из CH-групп бензольного остатка на атом азота (пиридиновое ядро вместо бензольного).
- Прочие аналоги фенилаланина: β-фенилсерин, β-2-тиенилаланин, β-3-тиенилаланин, β-2-фурилаланин, β-3-фурилаланин, β-(1-циклопентен)-аланин[9].
- Кроме вышеупомянутых аналогов известны и другие (например, α-азафенилаланин, конформационно-фиксированные аналоги, такие как 1,2,3,4-тетрагидроизохинолин-3-карбоновая кислота [10]), которые фигурируют в различных исследованиях, в том числе и по поиску новых лекарств (биологически активные псевдопептиды и другие).

## Производство и применение
Фенилаланин в промышленных масштабах получают микробиологическим способом. Возможен также химический синтез (синтез Эрленмейера из бензальдегида, синтез Штрекера из фенилацетальдегида) с последующим разделением рацемической смеси при помощи ферментов. Используют фенилаланин для сбалансирования кормов для животных, как компонент спортивного питания, как пищевая добавка.
Значительная часть фенилаланина идёт на производство дипептида аспартама — синтетического сахарозаменителя, активно использующегося в пищевой промышленности, чаще в производстве жевательной резинки и газированных напитков. Употребление таких продуктов противопоказано лицам, страдающим фенилкетонурией.